# Monnina salicifolia
Monnina salicifolia es una planta de la familia Polygalaceae.

## Descripción
Se trata de un arbusto que crece hasta los 2,5 m de altura.

## Importancia cultural

### Usos en la medicina tradicional
Es usada en el Callejón de Huaylas en Perú para el cuidado del cabello. También en caso de golpes y problemas de caries en los dientes.

## Nombres comunes
- Muchuy, muchysa, mochiza, jupay chucru[5]
  - En quechua de Áncash: upaychukru